# 小林ゆうこ
小林 ゆうこ（こばやし ゆうこ、1972年10月6日 - ）は、日本のジャズシンガー。福島県会津若松市出身。

## 人物
郡山女子大学短期大学部音楽科声楽専攻卒業。語学留学を経てジャズシンガーへ。
2010年第30回浅草JAZZコンテストボーカル部門でグランプリ受賞。翌2011年には第12回神戸ジャズヴォーカルクィーンコンテストでグランプリ受賞。

## ディスコグラフィ
- Mr. Wonderful（2008年、自主制作）
- Two for The Road（2012年、 greenlabel）